# Steinburg (Stormarn)
Steinburg er en by og kommune i det nordlige Tyskland, beliggende i Amt Bad Oldesloe-Land under Kreis Stormarn. Kreis Stormarn ligger i den sydøstlige del af delstaten Slesvig-Holsten.

## Geografi
Steinburg ligger ca. 10 km syd for Bad Oldesloe og ca 28 km nordøst for Hamborg. I kommunen ligger ud over Steinburg, landsbyerne Eichede, Mollhagen og Sprenge.